# スーザン・ケイグル
スーザン・ケイグル（Susan Cagle、1980年3月10日 - 2024年7月24日）は、アルバ出身、アメリカ・ニューヨークの女性ストリートミュージシャン。2009年11月より、スーザン・ジャスティス（Susan Justice、Twitterでは Susan Justice Cagle）という名前で活動している。

## 略歴
両親が宗教団体、神の子供たち（現在のファミリー・インターナショナル）に属していたため、幼い頃から世界中を転々と旅し家族全員が街角で演奏しながら暮らす音楽一家の中で育つ。10人兄妹の2番目の子。4歳でソロ・パートを歌い、7歳でギターを弾きはじめる。
両親の宗教から離れるためニューヨークに移り住む。移り住んで数週間後、2001年9月11日の同時多発テロが発生。魅力的で安全な地下鉄づくりという目的で1986年からの試験期間を経て1987年より正式に始まったニューヨーク市都市交通局主催のプロジェクト「ニューヨーク地下鉄支援プログラム『ミュージック・アンダー・ニューヨーク』公認アーティストとなり、テロ直後の2002年から事件によるニューヨーカーの心の傷を癒すため、マンハッタンの地下鉄駅構内で「サブウェイ・ライブ」と称したパフォーマンスを兄弟姉妹とともに始める。ニューヨーカーの間で彼女たちの話題が口コミで広まってきたある時、地下鉄34丁目の駅でプロデューサーのジェイ・レヴァイン(Jay Levine)の目に留まりアメリカコロンビア・レコードと契約する。
2006年10月、デビューCD「The Subway Recordings」の宣伝で来日。日本全国を回り、ラジオ番組の出演やストリートライブを行う。
2008年冬にアメリカで公開されたKitchen Table Film製作 ゲイリー・キング監督のインデペンデント映画"New York Lately"に出演。また、同年、マックス・メイヤー監督の映画"恋する宇宙 (Adam)"にも出演したが、シーンを削除された。
2009年11月からSusan Justiceと名前を変え、Warner Bros. Recordsにて音楽活動をはじめる。2012年現在Capitol Recordsと契約中。
かねてから闘病中であったが、2024年8月5日にFacebookの公式ページにて、逝去が発表された。

## 作品

### ディスコグラフィ

#### Susan Cagle 名義

##### The Cagle Band
- 2004年 - （自主制作CD-R）

約3万枚の売り上げ（1枚10ドル）
1. Touched
2. Dream
3. Shangrila
4. Heart
5. Ain't It Good To Know
6. Release Me

##### The Subway Recordings
- 2006年5月23日発売（アメリカ盤）
- 2006年9月13日発売（日本盤） 品番：SICP-1133

1 - 6曲目: ラッシュアワーのタイムズスクエア駅(42nd Street)にて収録
7 - 10曲目: 深夜のグランド・セントラル駅にて収録
11 - 13曲目: 日本盤限定のボーナストラック（スタジオ録音）
1. Shakespeare (4:15)
Word: Susan Cagle & Jay Levine
Music: Susan Cagle & Jay Levine
※ミランダ・コスグローヴがカバー。コスグローヴ主演のドラマ『iCarly』第4シーズン第5話（日本版第78話）「びっくり結婚式 (iDo)」にて披露する。
2. Stay (3:50)
Word: Susan Cagle & Jay Levine
Music: Susan Cagle & Jay Levine & James McCollum
※ニューヨークに留まってテロと向き合おうという気持ちを込められている。
3. Dream (4:17)
Word: Susan Cagle & Jay Levine
Music: Susan Cagle & Jay Levine & Dimali Rashawn
4. Be Here (3:25)
Word: Susan Cagle & Jay Levine
Music: Susan Cagle & Jay Levine
5. Ain't It Good To Know (3:45)
Word: Anonymous
Music: Anonymous
6. Manhattan Cowboy (3:27)
Word: Susan Cagle & Jay Levine
Music: Susan Cagle & Jay Levine & Jesse Labelle
※男女の出逢いの歌のようでありながら、実はテロ事件の際に活躍した消防士たちからインスピレーションを受けた作品。
7. Happiness Is Overrated (4:07)
Word: Susan Cagle & Jay Levine & Lindsay Scheinberg
Music: Susan Cagle & Jay Levine & Lindsay Scheinberg
8. You Know (3:19)
Word: Augusto Carreira
Music: Augusto Carreira & Susan Cagle & Jay Levine
9. Transitional (4:01)
Word: Susan Cagle & Jay Levine & Lindsay Scheinberg
Music: Susan Cagle & Jay Levine & Lindsay Scheinberg
10. Ask Me (4:17)
Word: Susan Cagle & Jay Levine
Music: Susan Cagle & Jay Levine
11. Better That Way (4:10)
Word: Susan Cagle & Jay Levine
Music: Susan Cagle & Jay Levine
12. What Else Can I Do (3:37)
Word: Susan Cagle & Jay Levine
Music: Susan Cagle & Jay Levine & Jesse Cagle & Caroline Cagle
13. Shakespeare (Japanese Version) (3:44)
Word: Susan Cagle & Jay Levine
Music: Susan Cagle & Jay Levine
Japanese Translation: Masatoshi Nemoto & Sean Takahashi
※一部の歌詞が日本語に変更されている

##### The Studio Recordings
- 2007年9月12日発売（日本独自企画盤） 品番：SICP-1536 ※CD EXTRA仕様

1-5曲目: スタジオで録音し直したもの
6曲目: 新曲（スタジオ録音）
1. Shakespeare (3:45)
Word: Susan Cagle & Jay Levine
Music: Susan Cagle & Jay Levine
2. Manhattan Cowboy (3:40)
Word: Susan Cagle & Jay Levine
Music: Susan Cagle & Jay Levine & Jesse Labelle
3. Happiness Is Overrated (3:47)
Word: Susan Cagle & Jay Levine & Lindsay Scheinberg
Music: Susan Cagle & Jay Levine & Lindsay Scheinberg
4. Ask Me (4:04)
Word: Susan Cagle & Jay Levine
Music: Susan Cagle & Jay Levine
5. Dream (4:15)
Word: Susan Cagle & Jay Levine
Music: Susan Cagle & Jay Levine & Dimali Rashawn & Kristina Normatova
6. Dear Oprah (3:48)
Word: Susan Cagle & Jay Levine
Music: Susan Cagle & Jay Levine
※Oprahとは、アメリカの人気テレビ番組「ザ・オプラ・ウィンフリー」の司会者オプラ・ウィンフリーのこと。スーザンの憧れの人。
7. Shakespeare （オリジナル地下鉄version） 映像 (4:20/59.3MB) (CD EXTRA)

#### Susan Justice 名義

##### Eat Dirt
- 2012年3月27日発売（アメリカ盤）

1. Born Bob Dylan
2. Eat Dirt
3. Forbidden Fruits
4. Paper Planes
5. I Wonder
6. My Sweater
7. Just Imagine
8. Don't Be A Stranger
9. Hello Goodbye
10. You Were Meant To Sing
11. Company
12. Alive
13. Beach Bum（ボーナストラック）

#### 未発売音源

##### Susan Cagle 名義
- Touched ※自主制作盤のみ収録
- Heart ※自主制作盤のみ収録
- Release Me ※自主制作盤のみ収録
- Shangrila ※自主制作盤のみ収録
- It's Here All the Time （It's There All the Time の説も） ※日本ではストリートライブでのみ披露された
- Wildflowers
- Someone like me
- Blessing in Disguise
- Here We Are Now ※映画"New York Lately"で使用予定

##### Susan Justice 名義
- Skin Deep ※映画"Lost in the Crowd"に楽曲提供

## 楽曲提供
- ミランダ・コスグローヴのアルバム『スパークス・フライ』に「Shakespeare」のカバー曲収録 (2010年)

## 映画出演
- 原題：New York Lately (2009年) 役名:Truly Hanssen
- 恋する宇宙 原題：Adam (2009年) 役名:Susan = Woman In The Subway ※出演シーン削除

## 日本公演
- 2006年

10月19 - 29日 札幌、名古屋、大阪、京都、福岡、熊本、東京、千葉 ※ストリートライブ順
10月26日 東京都江東区青海 Zepp Tokyo 「Pop Carnival Vol.1」 ほか出演：D-SIDE、ジェイムス・モリソン、ジェシー・マッカトニー
10月29日 千葉県浦安市舞浜 Club IKSPIARI 完全招待制単独ライブ

## 提供
- 2006年の来日時にエフエム京都(α-STATION)の番組「OVERSEAS TOP40」に出演した縁でジングル1種提供。「Alpha Station Overseas Top Forty DJ Kume」という言葉を簡単なメロディに乗せて歌ったもの（Kumeとは担当DJの久米村直子の名前を略したもの） ※2008年3月まで放送

## テレビ
- 2008年3月29日 - 世界組TV Vol.10 Girls in Music (フジテレビ)